# George Nicol
George Nicol (Battersea, 28 dicembre 1886 – 28 gennaio 1967) è stato un velocista britannico, specializzato nei 400 metri piani.

## Palmarès
- Giochi olimpici

Stoccolma 1912: bronzo nella staffetta 4×400 metri.